# دينغ دينغ
دينغ دينغ هي لاعب كرة مضرب صينية، ولدت في 17 أغسطس 1977.

## وصلات خارجية
- دينغ دينغ على موقع رابطة محترفات التنس (الإنجليزية)
- دينغ دينغ على موقع الاتحاد الدولي لكرة المضرب (الإنجليزية)
- دينغ دينغ على موقع كأس بيلي جين كينغ (الإنجليزية)
- دينغ دينغ على موقع خلاصة التنس.كوم (الإنجليزية)